# Jaune citron
Pour les articles homonymes, voir Citron (homonymie).

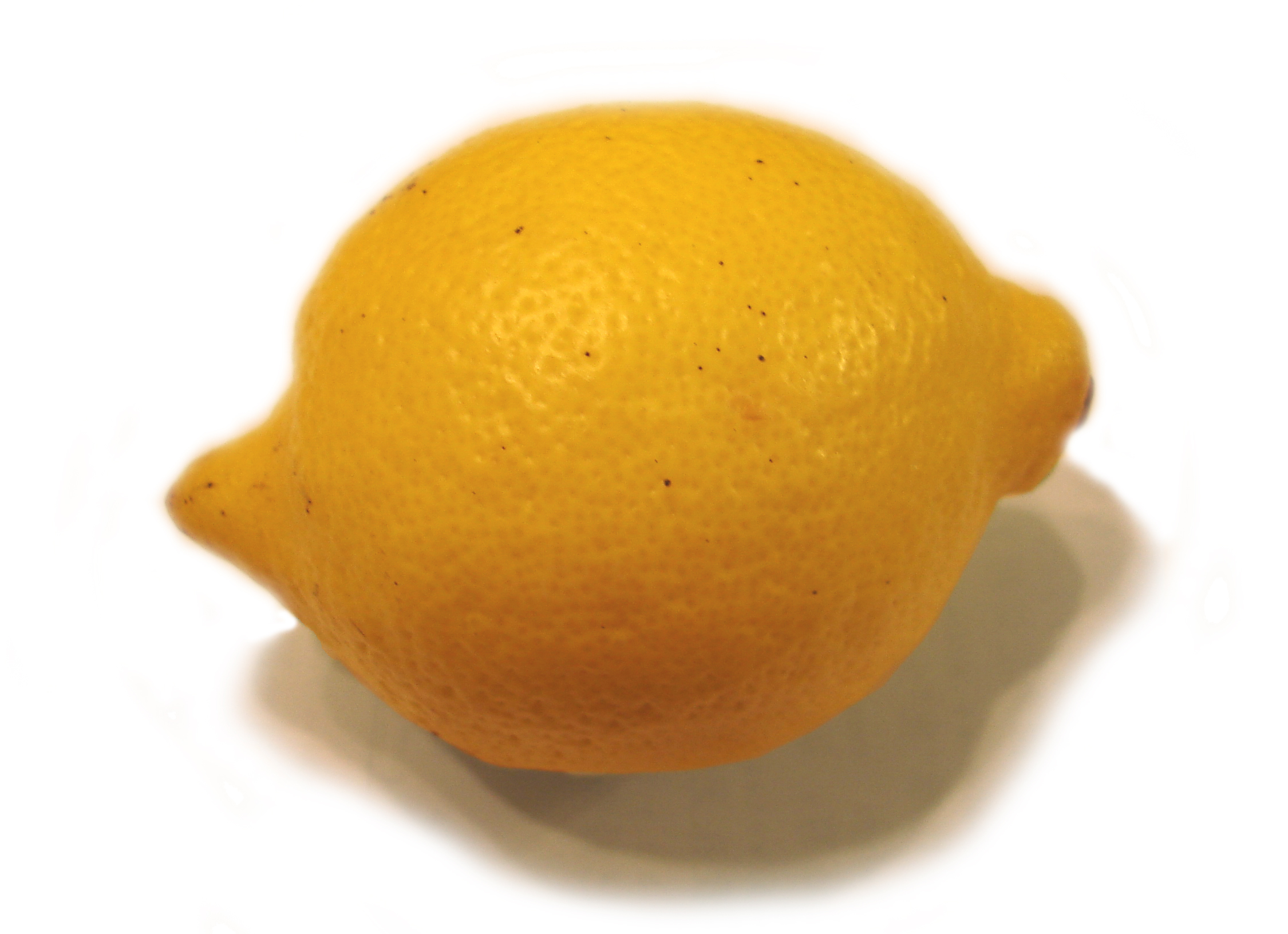
Le nom du jaune citron évoque la peau du fruit, mais la couleur est souvent plus jaune-vert.

Le jaune citron est une couleur du champ chromatique jaune, d'après la couleur de la peau du citron, dont il s'écarte pourtant la plupart du temps.

## Nuance
Selon André Béguin « le jaune citron est l'un des premiers tons du jaune si l'on part, comme c'est l'habitude, du plus clair. C'est une teinte claire et acide, froide et fuyante ». Les jaunes citron sont sur le cercle chromatique ceux qui s'éloignent le plus des orangés.
Le nuancier RAL donne RAL 1012 Jaune citron. La designer Laura Perryman lui associe le code #EBED6F.
Dans les autres nuanciers modernes, on relève chez les marchands de couleurs pour artistes : 240 jaune citron ; 171 jaune japonais citron, 156 jaune de cadmium citron ; 545 ton jaune de cadmium citron et pour un peu plus cher 535 jaune de cadmium citron véritable ; 307 jaune de cadmium citron, 254 jaune citron permanent ; 347 nuance de jaune citron, 722 jaune citron Winsor, 086 jaune de cadmium citron.
Les couleurs pour la décoration fournissentCitron Frappé , Sorbet Citron.

## Histoire

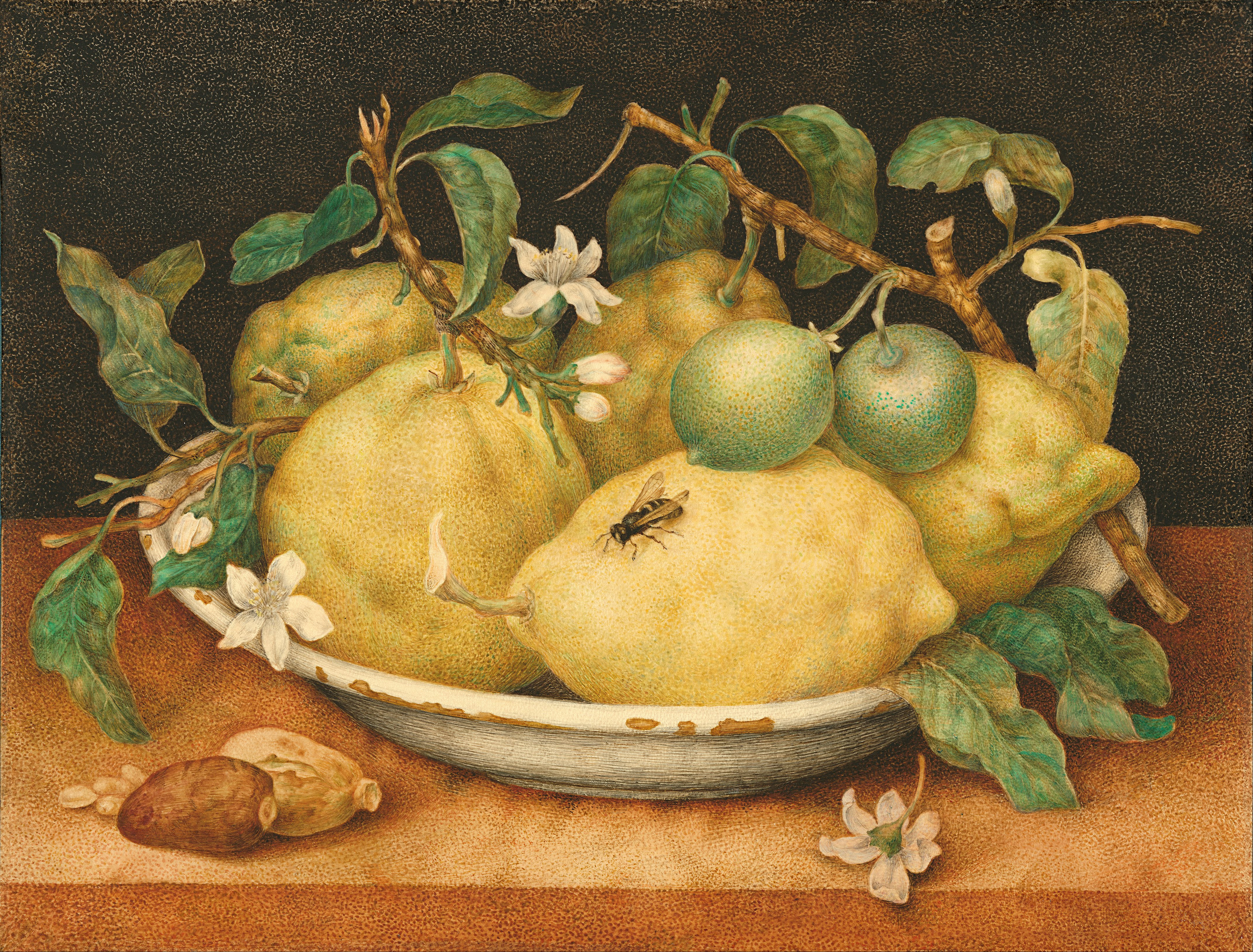
Giovanna Garzoni, Nature morte au bol de citrons, fin des années 1640. Peinture conservée au Getty Center

L'expression « jaune citron » n'est attestée qu'à partir de 1676, mais les peintres occidentaux ont représenté des citrons dès le XVe siècle. La figuration du fruit permet d'introduire de la lumière vive dans les intérieurs sombres, particulièrement dans la peinture néerlandaise. Pour obtenir cette couleur, les artistes utilisent un mélange à base de décoction de jonquilles et de jaune de plomb-étain dit or mussif.
Le jaune citron figure ensuite abondamment dans les descriptions de tous ordres et les dictionnaires. Sans détails permettant de préciser la nuance, on peut cependant dire qu'il s'agit d'un jaune vif, éclatant, mais tirant sur le vert par rapport au jaune véritable, qui est le jaune d'or. En 1773, Watin la compose avec des mélanges de céruse, de stil de grain, d'orpin jaune ou de jaune de Naples.
George Field oppose en 1835 le jaune citron froid au jaune de Naples chaud.
Chevreul avance à la même époque une explication pour la divergence entre couleur du citron et couleur jaune citron :

« Je crois devoir faire la remarque que l'habitude de voir fréquemment ensemble des oranges et des citrons porte beaucoup de personnes à croire que la couleur citron est un jaune tirant sur le vert. C'est une erreur ; la couleur des citrons venus du Midi à Paris, que j'ai observée, m'a présenté le 4 orangé-jaune 7 ou 8 ton le plus fréquemment ; telle est donc, selon moi, la couleur citron. »

— Chevreul, « Moyen de nommer et de définir les couleurs », 1861
Dans son ouvrage sur le contraste simultané des couleurs, Chevreul avait en effet montré que deux couleurs semblent plus différentes l'une de l'autre juxtaposées que séparées.

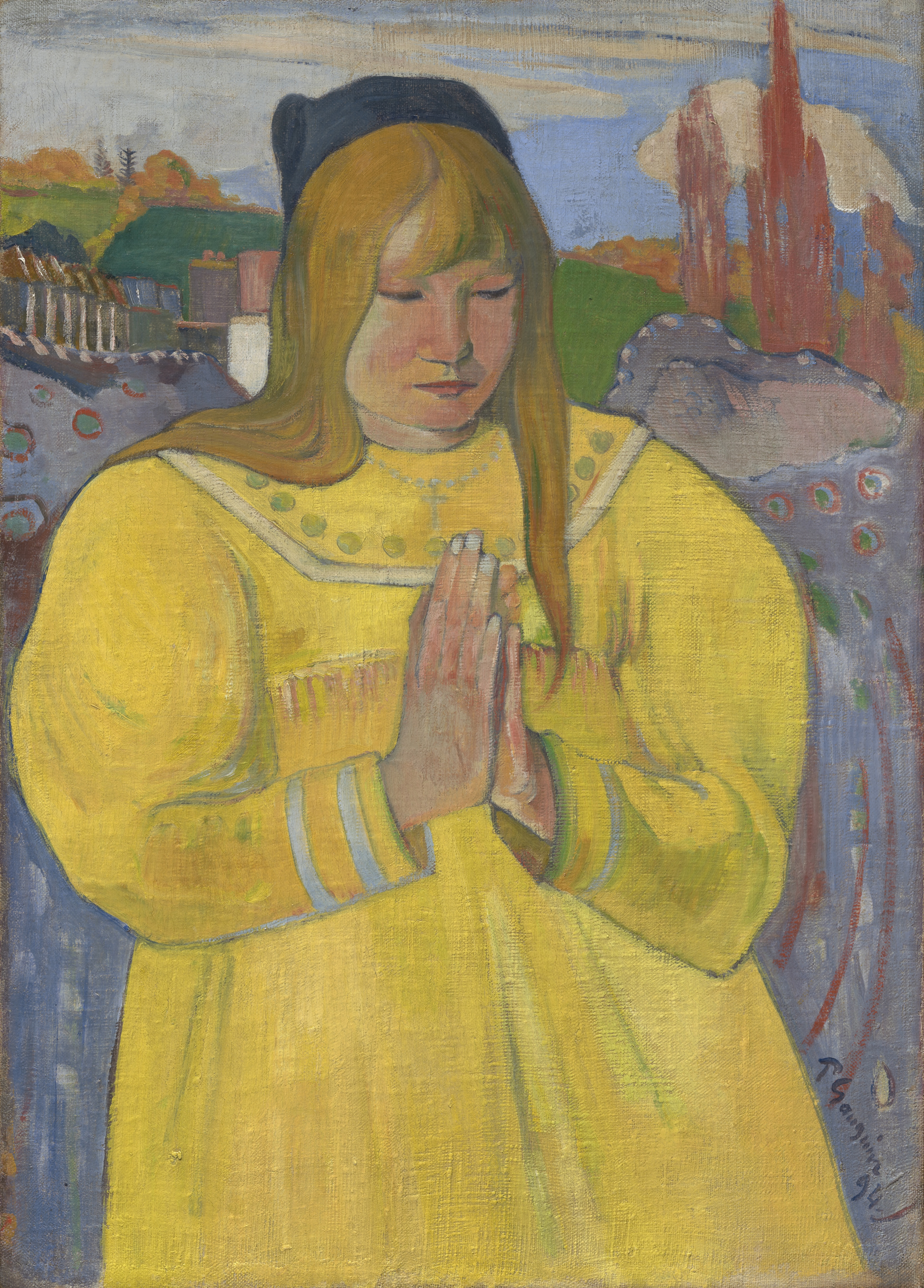
Bretonne en prière, Paul Gauguin, 1894. Peinture conservée au Clark Art Institute

À partir du dernier quart du 19e siècle, l'utilisation du jaune se diffuse, tant dans la peinture de Gauguin ou de Matisse qui l'associe à des couleurs primaires, qu'en décoration d'intérieur, le panier de citron devant un classique de l'aménagement d'une cuisine.
Le Répertoire de couleurs de la Société des chrysanthémistes, de 1905, donne plusieurs Jaune citron. Le marchand de couleurs Bourgeois propose un Jaune de cadmium citron, que les auteurs estiment synonyme de leur « Jaune primevère » (RC1, p. 19) ; le « Jaune de Chrome citron », du même marchand de couleurs, correspondant au jaune de chrome no 3 de son concurrent Lorilleux et au Jaune clair de Ripolin (RC1, p. 20) ; le « Jaune citron » qui représente, pour ces experts, « la couleur la plus ordinaire de l'écorce du citron mûr », synonyme du Stil de grain jaune de Bourgeois (RC1, p. 21). Cette dernière nuance est la plus orangée.
En 1910, La chimie allemande produit le premier jaune de Hansa G, suivi en 1912 du 10 G, plus vert, et améliorés dans les années 1950, une série de pigments dont la nuance va de l'orangé au vert, notamment selon la taille des particules. Celui référencé PY3 au Colour Index est commercialisé sous le nom de jaune citron et présenté comme le premier pigment de cette nuance qui soit stable ; en effet, ces pigments possèdent en général une bonne solidité à la lumière. À l'époque où ils entrent sur le marché, on connaît les défauts, de ce point de vue, des pigments minéraux de la même nuance qu'on trouve dans le commerce, notamment du jaune de cadmium clair, qui sera amélioré plus tard ; le chromate de strontium, pour sa part, est toxique, et le jaune de chrome est moins lumineux.
Aujourd'hui, les jaunes de Hansa dominent les peintures et encres jaunes. En peinture d'art, on trouve en outre des jaunes de cadmium citron, et des jaunes de chrome.

## La colorimétrie du citron
Chevreul a entrepris de repérer les couleurs entre elles et par rapport aux raies de Fraunhofer, ce qui permet d'évaluer sa couleur 4 orangé-jaune 7 ton, qui est la même, à la clarté près, que celle du jaune de chrome nuance 1 du marchand de couleurs Gauthier-Édouard et que celle de la fleur bouton d'or (9 ton). Chevreul est isolé en France dans cette appréciation. Il relève lui-même qu'avant lui Castel considère que le citron est jaune-vert, et cote les produits commerciaux de ses contemporains. Le citron sur soie de M. Guinon est jaune 10 ton, le jaune citron du marchand de couleurs Leclerc est 1 jaune 7 ton et le jaune citron à base de zinc du même est 3 jaune. Le jaune citron ne serait pas le jaune du citron ? Il se peut aussi que ce que l'on considère comme l'état de maturité ait changé. Chevreul remarque que « le citron qui avait présenté le jaune 6 ton est devenu 4 orangé-jaune 7 ton » (jaune 6 ton), et le même fruit vendu dans le commerce présentait jaune-vert 6 ton, comme ceux cueillis dans les serres du Muséum.

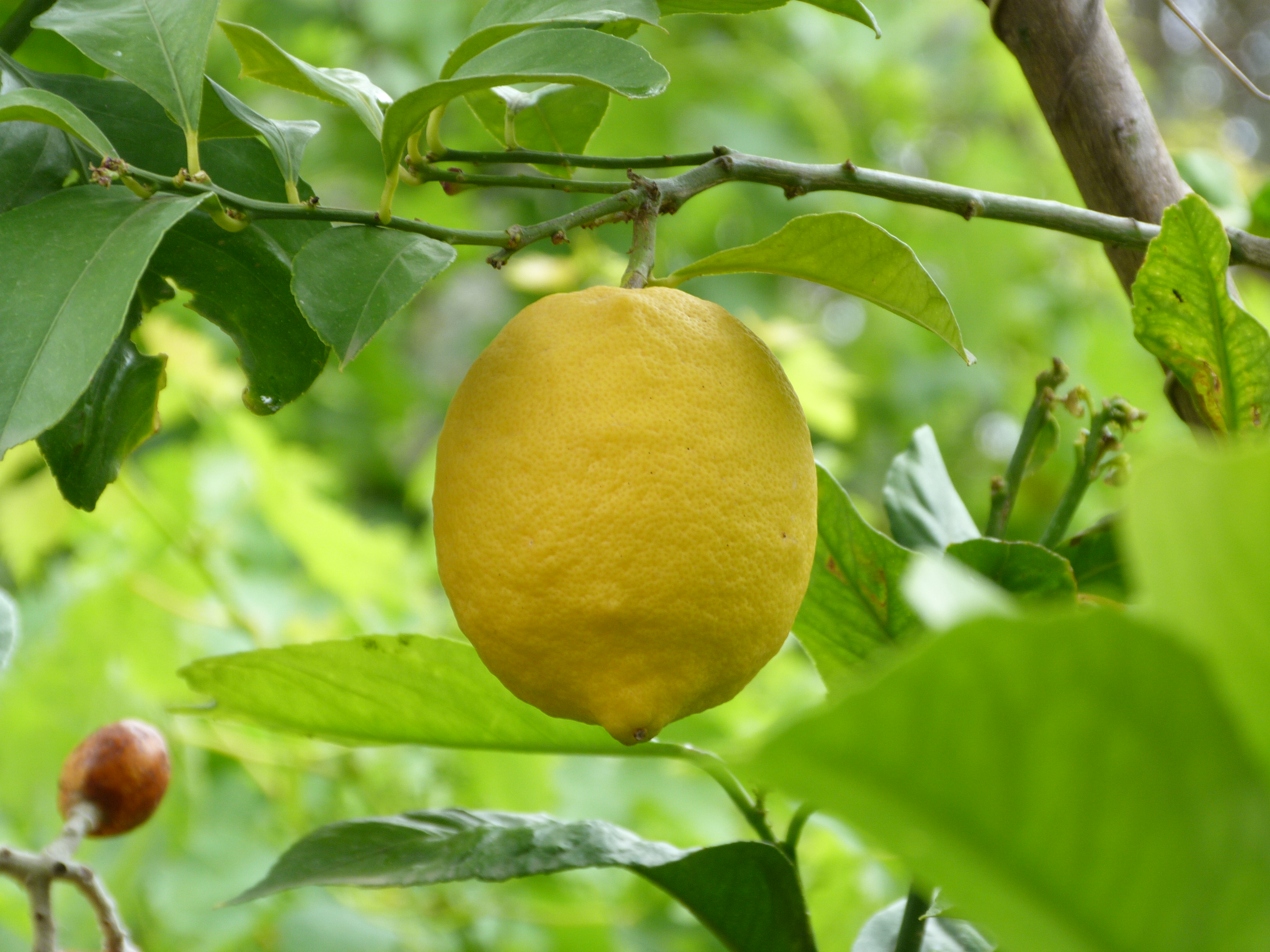
Citron mûr sur l'arbre
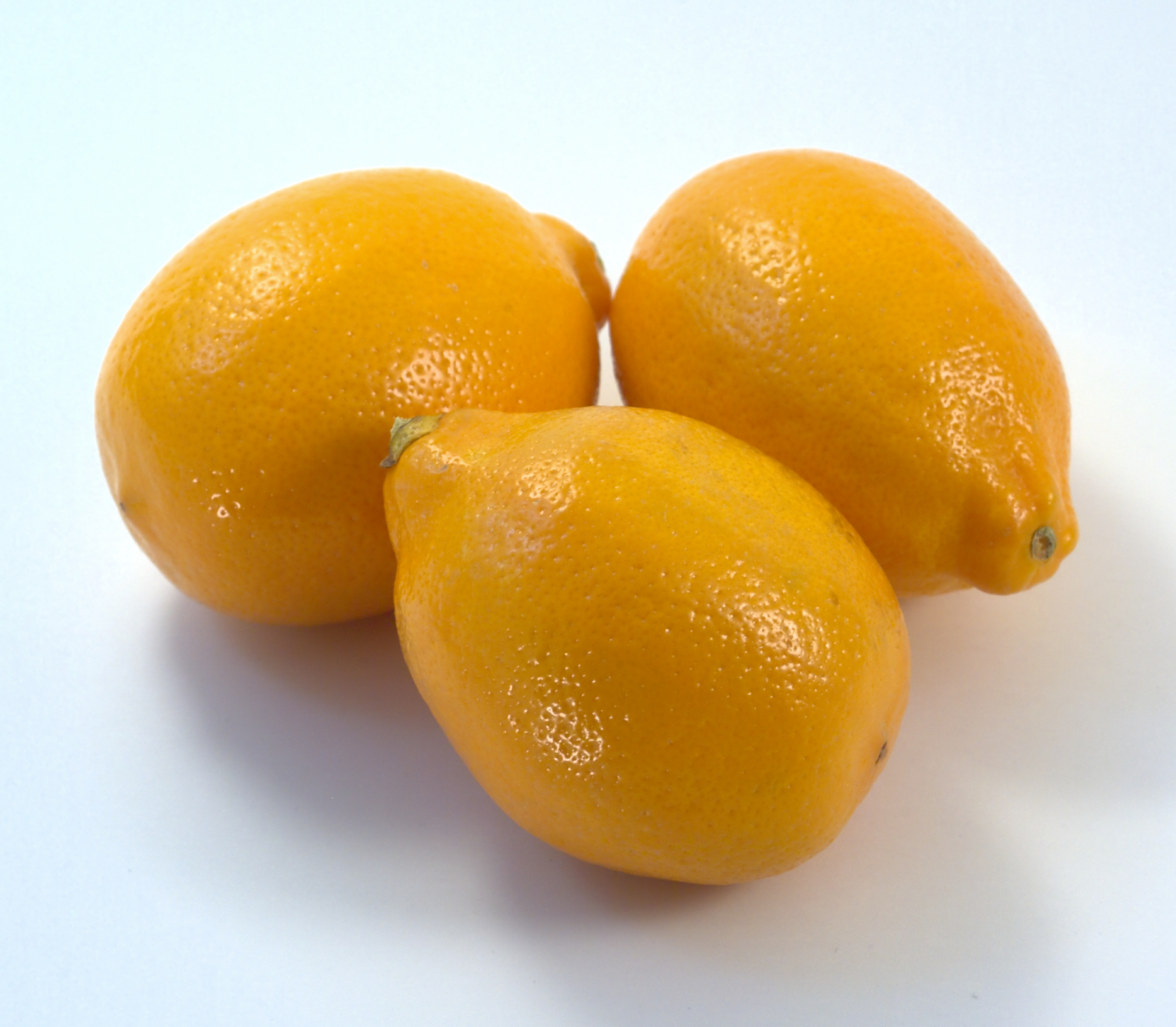
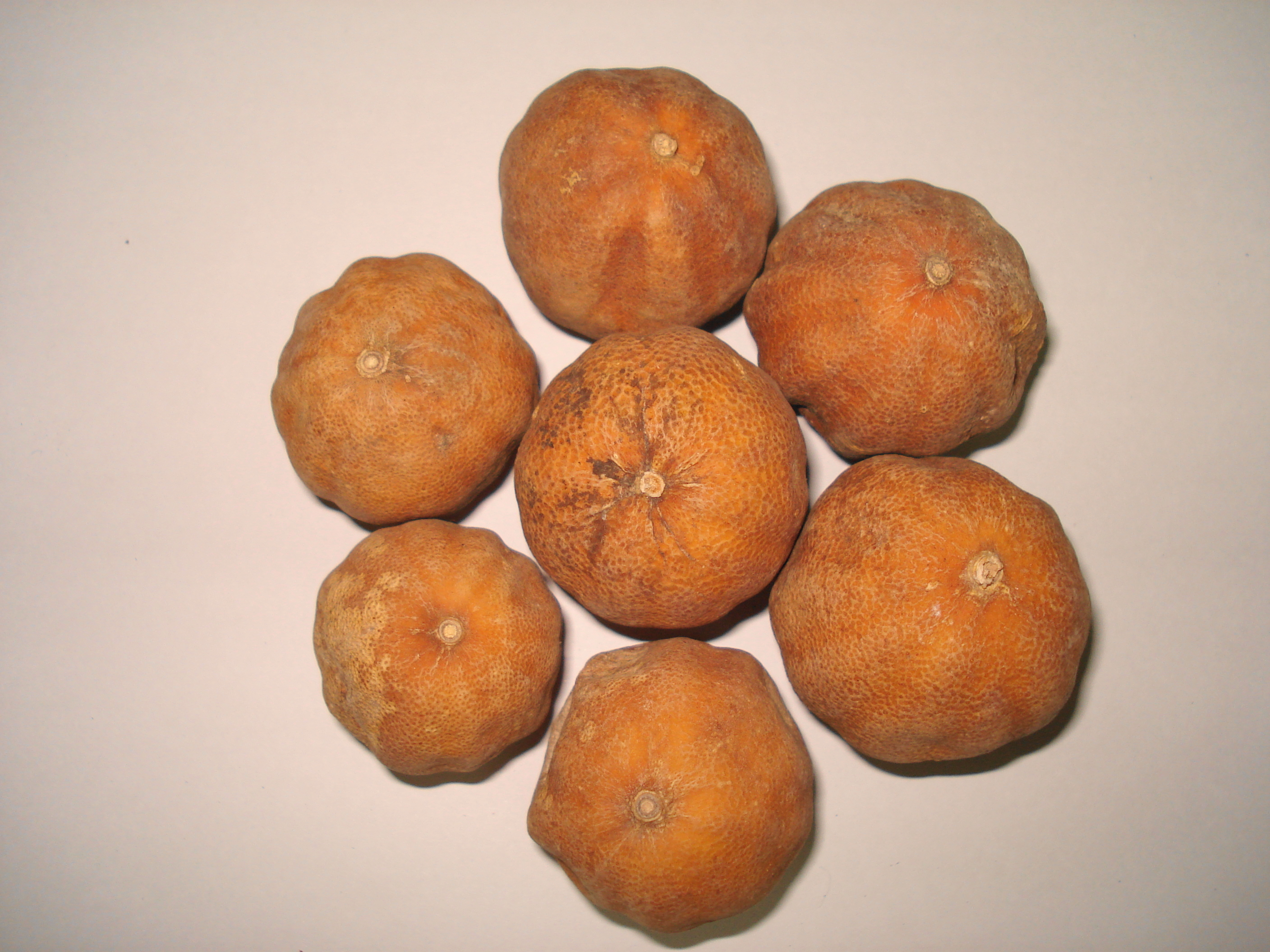
Citrons déséchés

La détermination de la couleur citron pose, comme il est ainsi démontré, presque tous les problèmes de la colorimétrie. La couleur de l'objet en référence est-elle constante ? Pour ce qui concerne les citrons, les fruits mûrissent, changeant de couleur ; mais les citrons de toutes origines suivent-ils, au cours de leur mûrissement, les mêmes gradations de couleur ? Quelle est l'incidence des couleurs voisines, de la brillance et du grain sur l'évaluation colorée ? La brillance d'un objet fait que la lumière qui arrive aux deux yeux est légèrement différente ; le centre nerveux qui reconnaît les nuances est commun aux deux yeux, comment cette différence participe-t-elle à cette reconnaissance, peut-on classer un objet de couleur brillante en comparaison avec une lumière qui ne l'est pas ? Ces questions entrent dans les évaluations colorimétriques les plus récentes. Quelle est l'influence de l'éclairage sur les comparaisons qui fondent la colorimétrie ? Si en effet la peau du citron renvoie la lumière différemment selon son angle d'incidence, aussi bien que selon son angle de réflexion, on obtiendra des résultats différents avec une lumière spéculaire (un rayon) comme Chevreul, ou avec une lumière diffuse (comme dans la vie quotidienne). À quel point une couleur nommée d'après un objet devient-elle indépendante de cet objet ? Il semble bien que des siècles de pratique de la couleur ont rendu la couleur jaune citron différente du jaune du citron.
Ces questions ont occupé des chercheurs, à cause de leur intérêt pratique. Lorsqu'on achète un citron, la seule indication qu'on ait de sa qualité et de sa maturité est son apparence. Bien que la couleur du fruit soit un mauvais indicateur de sa maturité, de la quantité de jus qu'il contient, de sa teneur en sucres ou de son goût, c'est la seule information dont l'acheteur dispose avant la transaction, particulièrement dans un système de commerce impersonnel où aucun fruitier ne s'adresse à lui pour lui certifier les qualités du produit, l'ayant goûté au profit de ses clients. Un citron trop vert passe pour manquer de maturité ; un citron trop orangé passe pour manquer de fraîcheur. Les vendeurs s'attachent donc à produire des citrons jaune citron, et ont depuis longtemps soutenu les recherches capables de les orienter dans ce but.
La couleur du citron varie du vert au jaune en même temps qu'il mûrit, sans que ces deux phénomènes dépendent l'un de l'autre. Alors que la pulpe gagne en volume et en teneur en sucres, l'écorce perd la chlorophylle qui lui donne sa couleur verte; puis, alors qu'elle est jaune, la maturation du fruit se poursuit avec une production de caroténoïdes qui vont rendre la peau plus orange. Alors que le fruit est encore sur l'arbre, l'exposition à des températures inférieures à 15 °C durant le mois précédant la cueillette va rendre des citrons jaunes à leur maturité. Si le froid n'a pas suffi, l'exposition à l'éthylène de citrons encore verts, dont la maturité peut avoir été évaluée par d'autres moyens, comme l'analyse (destructive) d'un échantillon, va permettre d'amener leur écorce à la nuance la plus favorable à la vente
Contrairement à l'idée de Chevreul, qui voulait que la couleur jaune citron se pliât à la couleurs des citrons réels, les citrons réels du commerce se plient désormais à l'idée que le public se fait de la couleur jaune citron, jaune-vert.